# Lars Hansegård
Lars Hansegård, född den 29 juni 1924 i Rudskoga församling, Värmlands län, död den 28 januari 2008 i Lund, var en svensk journalist. Han var bror till Nils-Erik Hansegård och 1963–1970 (i sitt andra äktenskap av tre) gift med Christina Hellstedt.
Hansegård var anställd vid Dagens Nyheter 1945 och vid United Press 1946–1949. Han blev filosofie kandidat 1953 och filosofie magister 1958. Hansegård studerade vid Freie Universität Berlin 1954 och anställdes vid Sveriges radio samma år. Han var dess Tokyokorrespondent 1963–1964, sektionschef vid ljudradion 1965, chef för ljudradions kulturredaktion 1966 och programchef för ljudradions resursplanering 1967. Hansegård var ansvarig för faktaprogram i TV2:s ledningsgrupp 1968–1970, ljudradions och TV 2:s Tokyokorrespondent 1970–1973 samt därefter producent vid TV 2. Han var frilansjournalist från 1985. Han är begravd i minneslund på Skogskyrkogården i Stockholm.